# 长江口中华鲟自然保护区
长江口中华鲟自然保护区是上海市在长江口设立的一个河流和湿地一体的直辖市级自然保护区，旨在保护中华鲟等珍稀鱼类资源、以及这些鱼类赖以生存的栖息场所。
根据上海市政府的规定，长江口中华鲟自然保护区“北起八滧港，南起奚家港，由崇明岛东滩已围垦的外围大堤与吴淞标高负5米的等深线围成”。管理部门每年会在保护区附近水域对中华鲟进行增殖放流，以改善濒危物种的数量。